# アディスアベバ
アディスアベバ（アムハラ語: አዲስ አበባ Addis_Abeba.ogg発音: [ädˈdis ˌaβäβa]、英語: Addis Ababa）は、エチオピアの首都。
アディスアベバとはアムハラ語で「新しい花」を意味する。
2023年の人口は394.5万人。
アフリカ有数の世界都市であり、2019年のアメリカのシンクタンクには世界都市100位の都市と評価された。アフリカ連合（旧アフリカ統一機構）やアフリカ経済委員会の本部が所在し、国際連合などから「アフリカの政治的な首都」と呼ばれている。

## 人口
- 1994年10月11日：211万2737人
- 2007年5月28日：273万9551人
- 2015年7月1日：327万3000人[3]
- 2023年7月：394万5000人[1]

人口増加が著しく、2025年に616万人、2050年に1321万人、2075年に2381万人、2100年の人口予測では3582万人を数える世界20位の超巨大都市となる予測が出ている。

## 歴史

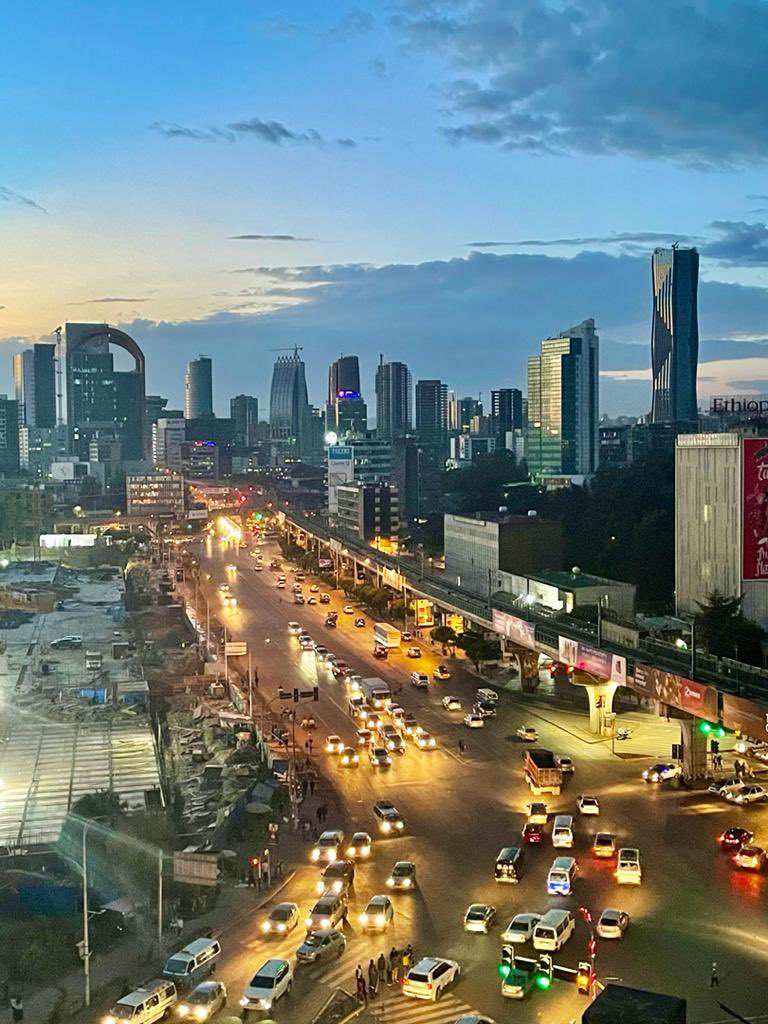
中心街、2021年

エチオピアでは化石人類のルーシーで有名なアファール盆地が人類発祥の地の1つとされてきたが、多くの遺伝学者は現生人類はアディスアベバから世界に拡散したと主張している。
1886年にエチオピア皇帝メネリク2世（在位：1889年 - 1913年）により建設された。場所は皇妃のタイトゥ・ベトゥルが選んだ。アディスアベバはもともと避暑地であり、気候がよく温泉が湧いていることや、森林が多かったこと、要害であったことなどが遷都の理由とされている。
1917年、ジブチ・エチオピア鉄道が開通し、アディスアベバとジブチが結ばれた。
1935年、エチオピアとイタリアとの間で第二次エチオピア戦争が始まると
翌1936年4月4日および4月5日には、イタリア軍がアディスアベバを空爆する。この時点で多くの市民が市外へ退去し始めた。同年年5月1日にはイタリア軍のアルプス歩兵隊、黒シャツ隊による混成部隊がアディスアベバに到達、同年5月5日にピエトロ・バドリオ元帥が入城、ムッソリーニ首相がエチオピアの併合を宣言したことで、アディスアベバはイタリア領東アフリカ帝国の首都となった。
1941年初頭、第二次世界大戦の中でイギリス軍が侵攻した。
1941年5月5日、ハイレ・セラシエ1世がアディスアベバに戻り、首都再建を始めた。
1962年、アフリカ統一機構がアディスアベバで設立される。
2012年、アフリカ統一機構を引き継いだアフリカ連合の本部が中国の建設費全額負担で建設される。建設時点でアディスアベバで最も高い建築物であった。跡地となった旧アフリカ統一機構本部の隣の刑務所アレム・ベカグンはかつてのエチオピア帝国時代やイタリア領東アフリカ帝国時代、社会主義軍事政権時代の人権弾圧の象徴だったため、建設当時はエチオピア国内で物議を醸した。本部に隣接する形でアフリカとアラブ世界でトップクラスの大富豪であるエチオピア人のモハメド・アル・アムディによってアディスアベバ初の7つ星ホテルでアフリカ各国首脳の泊まるアフリカ連合グランドホテルも建設された。
2014年9月14日、中国の援助でエチオピア初、東アフリカ初の高速道路であるアディアベバ・アダマ高速道路が開通した。
2015年4月22日、香港経由のエチオピア航空成田直行便開通によって、アフリカ大陸唯一の定期航空便就航地となっている。
2015年9月20日、中国の援助でサブサハラアフリカ初のライトレールであるアディスアベバ・ライトレールが開通した。
2016年10月5日、中国の援助でアフリカ初の国際電化鉄道としてアディスアベバ・ジブチ鉄道が開通した。

## 地理
- オロミア州
  - 北-北東：北シェワ県
  - 東-南：東シェワ県
  - 南西-北西：西シェワ県
  - 2008年に上記の県の一部からオロミア特別県（首都近郊県）が発足した。

エントト山の麓、標高2,400mに位置する。
面積は527平方キロメートルで、四方をオロミア州に囲まれている。行政上はどの州にも属していない特別市（自治区）で、1981年にシェワ州（ショアとも）からアディスアベバ州として分離した。当初の面積は218平方キロメートルだったが、1987年の州再編では面積が拡大し5,200平方キロメートルになった。1991年の州再編でアディスアベバ州は解体され、アディスアベバ市域は特別市となった。1995年の新憲法では連邦の首都として位置づけられた。
アディスアベバの発展と共にスプロール現象が進行すると、オロミア州は2008年にアディスアベバに隣接する地域から成るオロミア特別県（オロミア首都近郊特別県）を発足させ、都市問題を解決するよう促した。2011年、都市開発問題に対処するため特別県とアディスアベバで共同事務所を設立し、アディスアベバの拡大などを盛り込んだアディスアベバ総合計画を策定した。2013年6月、アダマで国と共同事務所など利害関係者で会議を実施し、「エチオピアの利益となる」として総合計画の推進を決定。本総合計画ではオロミア州のアムボ、ビショフツ、ホレタ、セベタ、スルルタの合計1.1万平方キロメートルをアディスアベバに編入し、産業廃棄物の処理施設や工業地域を建設するものであったため、現地のオロモ人農家は反対した。オロモ人の抗議運動はやがてオロミア州全域に広がり、一部が暴徒化したため政府は治安部隊を投入して鎮圧しようとした（2016年オロモ暴動）。多数の死傷者と逮捕者が出たが、それでもなお抗議運動が続いたため2016年1月12日に政府は総合計画の中止を発表した。

## 気候

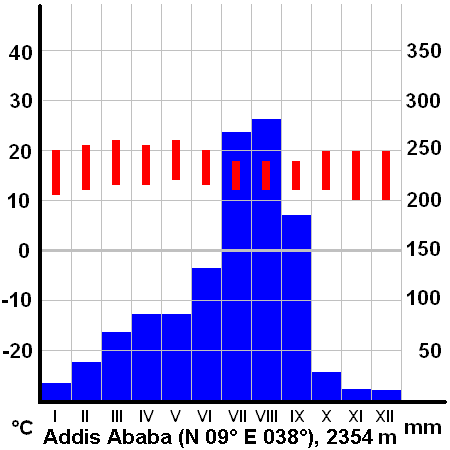
アディスアベバの平均気温と月当たりの降水量

気候は高山気候（常春型）。雨季と乾季がある。
| アディスアベバの気候                                                                                               | アディスアベバの気候 | アディスアベバの気候 | アディスアベバの気候 | アディスアベバの気候 | アディスアベバの気候 | アディスアベバの気候 | アディスアベバの気候 | アディスアベバの気候 | アディスアベバの気候 | アディスアベバの気候 | アディスアベバの気候 | アディスアベバの気候 | アディスアベバの気候 |
| 月 | 1月                  | 2月                  | 3月                  | 4月                  | 5月                  | 6月                  | 7月                  | 8月                  | 9月                  | 10月                 | 11月                 | 12月                 | 年                   |
| --- | -------------------- | -------------------- | -------------------- | -------------------- | -------------------- | -------------------- | -------------------- | -------------------- | -------------------- | -------------------- | -------------------- | -------------------- | -------------------- |
| 最高気温記録 °C （°F）                                                                                             | 30 (86)              | 28 (82)              | 30 (86)              | 29 (84)              | 30 (86)              | 29 (84)              | 29 (84)              | 32 (90)              | 28 (82)              | 27 (81)              | 30 (86)              | 28 (82)              | 32 (90)              |
| 平均最高気温 °C （°F）                                                                                             | 24 (75)              | 24 (75)              | 25 (77)              | 24 (75)              | 25 (77)              | 23 (73)              | 21 (70)              | 21 (70)              | 22 (72)              | 23 (73)              | 23 (73)              | 23 (73)              | 23.2 (73.6)          |
| 日平均気温 °C （°F）                                                                                               | 15.4 (59.7)          | 16.6 (61.9)          | 17.9 (64.2)          | 17.9 (64.2)          | 18 (64)              | 17 (63)              | 15.9 (60.6)          | 15.8 (60.4)          | 16.2 (61.2)          | 15.7 (60.3)          | 14.8 (58.6)          | 14.9 (58.8)          | 16.34 (61.41)        |
| 平均最低気温 °C （°F）                                                                                             | 8 (46)               | 9 (48)               | 10 (50)              | 11 (52)              | 11 (52)              | 10 (50)              | 10 (50)              | 10 (50)              | 10 (50)              | 9 (48)               | 7 (45)               | 7 (45)               | 9.3 (48.8)           |
| 最低気温記録 °C （°F）                                                                                             | 1 (34)               | 1 (34)               | 3 (37)               | 6 (43)               | 6 (43)               | 1 (34)               | 0 (32)               | 6 (43)               | 4 (39)               | 2 (36)               | 0 (32)               | 0 (32)               | 0 (32)               |
| 雨量 mm （inch）                                                                                                   | 13 (0.51)            | 30 (1.18)            | 58 (2.28)            | 82 (3.23)            | 84 (3.31)            | 138 (5.43)           | 280 (11.02)          | 290 (11.42)          | 149 (5.87)           | 27 (1.06)            | 7 (0.28)             | 7 (0.28)             | 1,165 (45.87)        |
| 平均降雨日数 | 3                    | 5                    | 7                    | 10                   | 10                   | 20                   | 27                   | 26                   | 18                   | 4                    | 1                    | 1                    | 132                  |
| % 湿度 | 47                   | 51.5                 | 47.5                 | 54.5                 | 53                   | 67.5                 | 79.5                 | 79                   | 71.5                 | 47.5                 | 48                   | 45.5                 | 57.67                |
| 平均日照時間 | 9                    | 9                    | 8                    | 7                    | 8                    | 6                    | 3                    | 3                    | 5                    | 8                    | 9                    | 9                    | 7                    |
| 出典1：World Meteorological Organisation (UN), Climate-Data.org for mean temperatures                              |                      |                      |                      |                      |                      |                      |                      |                      |                      |                      |                      |                      |                      |
| 出典2：Voodoo Skies for record temperatures, BBC Weather for humidity and sunshine, National Meteorological Agency |                      |                      |                      |                      |                      |                      |                      |                      |                      |                      |                      |                      |                      |

## 交通

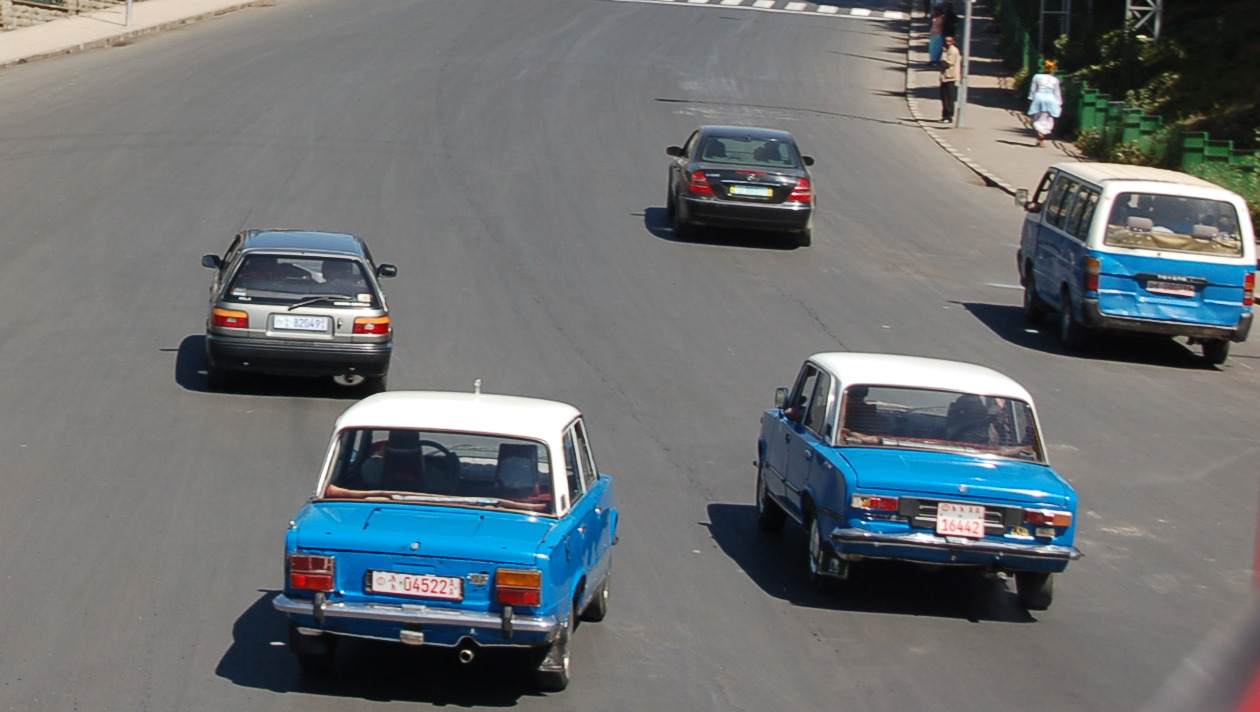
アディスアベバの市内タクシー

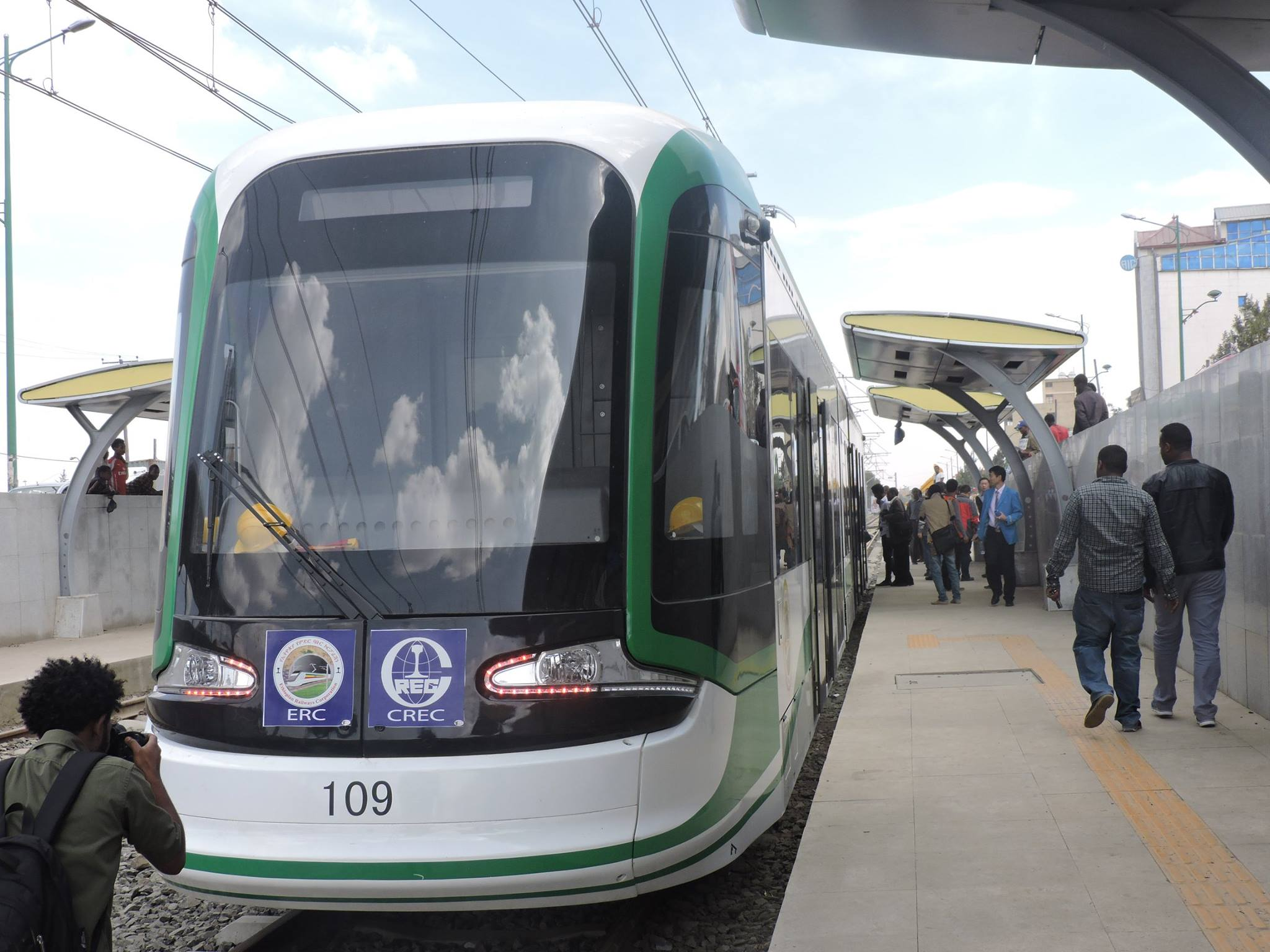
2015年に開通したアディスアベバ・ライトレール

外国からの交通には、1961年開港のボレ国際空港や隣国ジブチと結ぶアディスアベバ・ジブチ鉄道がある。リデタ旧空港はリデタ陸軍飛行場として小型機や軍用機が使用している。2015年にはライトレール路線であるアディスアベバ・ライトレールが完成したほか、市内には屋根が白、車体が青の乗合タクシーとミニバスが走っている。
1998年に中華人民共和国の協力で完成した環状道路は市内の渋滞解消に大いに役立ち、アディアベバ・アダマ高速道路やアディスアベバ・ライトレール、ボレ国際空港新ターミナルの建設など、中国の援助による交通インフラが非常に多く、海外メディアからは「中国がつくった街」とも形容されている。
2015年4月22日、エチオピア航空 が新規受領したボーイング787型機を使用して、日本からのアフリカ大陸への唯一の定期国際便を運航開始した。

## 観光

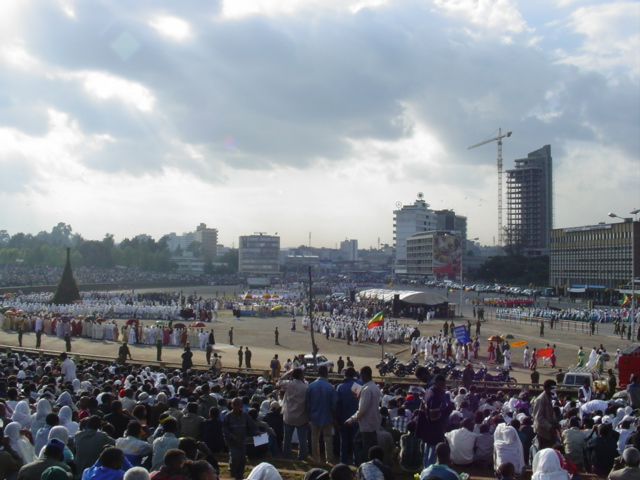
メスケル広場

国立博物館や民族博物館、ライオンパークやメスケル広場、エントト山やマルカート（東アフリカ有数の市場）などが有名。

## 教育
学問の中心地としてアディスアベバ大学（設立から1975年まではハイレ・セラシエ1世大学と呼ばれていた）がある。

## 友好都市
- ベエルシェバ（イスラエル）
- ライプツィヒ（ドイツ）